# Hypolimnas crexa
Hypolimnas crexa är en fjärilsart som beskrevs av Hans Fruhstorfer 1912. Hypolimnas crexa ingår i släktet Hypolimnas och familjen praktfjärilar. Inga underarter finns listade i Catalogue of Life.